# Eugen Lunde
Eugen Lunde   (Christiania, 18 de maig de 1887 - Oslo, 17 de juny de 1963) va ser un regatista noruec que va competir a començaments del segle xx. Era el pare de Peder Lunde, sogre de Vibeke Lunde, avi de Peder Lunde Jr. i besavi de Jeanette Lunde, tots ells regatistes olímpics de Noruega.
El 1924 va prendre part en els Jocs Olímpics de París, on va guanyar la medalla d'or en la regata de 6 metres del programa de vela, a bord de l'Elisabeth V, junt a Christopher Dahl i Anders Lundgren.